# 서사리원역
서사리원역(西沙里院驛)은 조선민주주의인민공화국 황해북도 사리원시에 위치한 황해선의 철도역이었다.

## 연혁
- 1921년 11월 16일 : 황해선 장연방면 재령역-신천역 구간 개통과 함께 개업
- 1963년 : 은률선 은파역-재령역간 표준궤 신설과 함께 폐선.